# Рока, Микел
Микель Рока и Джуньент (кат. Miquel Roca i Junyent; 20 апреля 1940, Бордо, Гасконь, Франция) — каталонский политик и адвокат. В 1980-х—1990-х годах являлся лидером каталонской либерально-националистической партии Демократическая конвергенция Каталонии и правоцентристского альянса «Конвергенция и Союз». Один из отцов испанской Конституции 1978 года и Статута об автономии Каталонии 1979 года.
В настоящее время президент Национального музея искусства Каталонии, член Совета Фонда Гала–Сальвадор Дали, вице-президент Фонда культуры Барселоны, президент Барселонского экономического общества друзей страны, Абертис-Фонда, почётный президент ассоциации выпускников университета Барселоны. Он также ведёт еженедельную колонку в газете La Vanguardia.

## Биография
Со стороны матери Микел Рока был внуком адвоката и политика Микела Хуньента, лидера каталонских карлистов. Отец Микела, Жоан Баптиста Рока, также был известным каталонским политиком, карлистом и каталонистом одновременно, возглавлял молодёжное крыло партии Традиционалистское причастие в Каталонии. В начале 1930-х годов отошёл от карлистов и принял участие в создании христианско-демократической и каталонистской партии Демократический союз Каталонии. В начале гражданской войны уехал в изгнание во Францию, где и родился Микел Рока.
В Барселону Рока переехал в 1941 году. Учился в школе Virtèlia, по её окончании поступил в Барселонский университет, где изучал право. Будучи студентом присоединился к студенческому движению против диктатуры Франко. Входил в молодёжную организацию Демократического союза Каталонии, с 1961 по 1969 год был членом Рабочего фронта Каталонии (входил в Народный фронт освобождения) вместе с такими известными в дальнейшем политиками как Нарсис Серра и Паскуаль Марагаль. С 1962 по 1966 год Рока был профессором права в Университете Барселоны, пока его не исключили по политическим причинам. Занимался адвокатской деятельностью, участвуя в процессах в Трибунале общественного порядка. Сотрудничал с фирмой, специализирующейся на городских проблемах..
В 1974 году группа членов Демократического союза Каталонии вместе с рядом профсоюзных деятелей и независимых политиков основали движение Демократическая конвергенция Каталонии. Его первым генеральным секретарём стал влиятельный деятель каталонского националистического движения Жорди Пужоль. Когда в 1976 году, после начала демократизации Испании, движение было оформлено как политическая партия Микель Рока уже являлся заместителем Генерального секретаря.
В период с 1977 по 1995 год Микель Рока был депутатом испанского парламента от Барселоны и президентом Каталонской парламентской группы в нижней палате. В 1978 году от имени своей партии входил в Комитет двадцати, объединявший каталонских депутатов обеих палат испанского парламента и занимавшийся разработкой проекта Статута об автономии Каталонии, принятого в 1979 году.
Как лидер крупнейшей партии альянса «Конвергенция и Союз» фактически возглавлял его и был его представителем в различных законодательных органах. С 1982 по 1995 годы Рока был президентом представительства Женералитета Каталонии в двусторонней комиссии по вопросам сотрудничества с испанским правительством.
На всеобщих выборах 1986 года был кандидатом на пост главы испанского правительства от Демократической реформистской партии известного мадридского адвоката Антонио Гарригеса Уокера. Впрочем, на тех выборах, демократы-реформисты не смогли, в отличие от своих союзников из «Конвергенции и Союза», получить парламентское представительство. Позже, в период с 1995 по 1999 год был депутатом из городского совета Барселоны и председателем муниципальной группы альянса «Конвергенция и Союз» в оппозиции. В 2000 году, в связи с предполагаемой реорганизацией территориального деления Каталонии, Рока возглавил комитет экспертов, составивших доклад об обзоре модели территориальной организации региона, известный неофициально как «доклад Рока» (кат. Informe Roca).
С 1995 года профессор конституционного права Университета Помпеу Фабра в Барселоне. Почётный доктор Национального университете дистанционного образования, Леонского университета и Университета Жироны. С ноября 2010 года является почётным президентом организации Alumni UB, подразделения Университета Барселоны, направленного на работу с его выпускниками.
В настоящее время партнёр и председатель Совета директоров юридической фирмы Roca Junyent, основанной в 1996 году. В 2013 году вместе с Хесусом Марией Сильвой защищал Кристину де Бурбон по нашумевшему «делу Ноос».
В 2011 году Рока стал президентом Национального музея искусства Каталонии, кроме того, в период с 2011 по 2015 год был президентом Общества друзей музея.

## Семья
Женат на Анне Сагарра, дочери адвоката и общественного деятеля Хосепа Льюиса Сагарра и Закарини (в частности, был президентом Совета по строительству Саграда Фамилия). Есть сын, Жоан Рока Сагарра, адвокат, вице-президент и управляющий партнёр юридической фирмы Roca Junyent.

## Награды
- Кавалер Большого креста ордена Изабеллы Католической.
- 25 сентября 2006 года был награждён Женералитетом Каталонии Крестом Сант-Жорди.